# Pierre Arcand
Pour les articles homonymes, voir Arcand.
Pierre Arcand, né le 13 novembre 1951 à Saint-Hyacinthe, est un homme d'affaires et un homme politique québécois.
Il est député à l'Assemblée nationale du Québec sous la bannière du Parti libéral du Québec de la circonscription de Mont-Royal de 2007 à 2018, et de celle de Mont-Royal–Outremont de 2018 à 2022.
Avant sa venue en politique, il occupe des postes de direction dans les médias radiophoniques dont celui de président-directeur général de Corus Québec de 2002 à 2007.
Il est le chef intérimaire du Parti libéral du Québec après le départ de Philippe Couillard du 5 octobre 2018 jusqu'au 11 mai 2020, date à laquelle Dominique Anglade lui succède.

Pierre Arcand est associé au Parti libéral du Québec.

## Biographie
Né à Saint-Hyacinthe le 13 novembre 1951, Pierre Arcand grandit dans cette ville de l'axe Montréal, Québec.

## Avant la vie politique
Étudiant au Séminaire Saint-Hyacinthe, il y obtient un premier diplôme en 1970, auquel s'ajoutera, en 1973, un diplôme d'études collégiales (DEC) de l'établissement entre-temps devenu cégep. Il fréquente ensuite l'École des hautes études commerciales de Montréal (HEC) pour finalement s'orienter vers une carrière en journalisme.

## CKAC
En 1978, Pierre Arcand est nommé directeur des nouvelles de la station CKAC et au réseau Telemedia. En 1984, il est nommé vice-président de même que directeur général de la station et vice-président sénior du réseau.
Il est nommé, en 1987, Nouveau Performant par la Chambre de commerce de Montréal. Il est membre du conseil d’administration de Tel-Aide de 1983 à 1986, et de la Fondation pour enfants diabétiques de 1997 à 2006.

## Acquisitions de stations de radio
En 1988, Pierre Arcand décide d'acquérir deux stations de Radio, soit CFQR (aujourd'hui 92.5 The Beat) et CFCF (aujourd'hui CIWN). Quelques années plus tard, il poursuit dans la même lignée en devenant propriétaire de quatre autres stations : CKVL, CKOI, CIEL et CIME-FM.
En 2002, Pierre Arcand, un homme comptant plus de 20 années d’expérience de radio, a été nommé président de Corus Québec Radio, une société affiliée jadis à Corus Entertainment propriétaire de 14 stations à travers le Québec.
Pierre Arcand possède plusieurs filiations dans le monde des communications: il est le frère aîné de l'animateur Paul Arcand, le conjoint de la productrice et directrice des programmes à Télé-Québec Dominique Chaloult, le gendre de Francine Chaloult (attachée de presse de Céline Dion) et le neveu de l'actrice Suzanne Lévesque.
Sa carrière dans les médias l'a amené à découvrir plusieurs talents comme Normand Brathwaite, Lucien Francoeur, etc.

## Carrière politique

### Élections 2007
Il est candidat pour le Parti libéral du Québec dans Mont-Royal lors des élections générales québécoises de 2007. Il remporte l'élection avec plus de 70 % des voix.
Lors de son premier mandat, il siège en tant qu’adjoint parlementaire au ministre du Développement économique, de l’Innovation et de l’Exportation. Il devient aussi adjoint parlementaire au ministre du Tourisme d’avril 2007 à avril 2008, ainsi qu’à la ministre des Finances et présidente du Conseil du trésor. De plus, il a occupé le poste de vice-président de la Commission de l’éducation jusqu’en 2008.

C'est sur l'Île de Montréal que commence sa vie politique.

### Élections 2008
Le 8 décembre 2008, Pierre Arcand est réélu pour un second mandat dans la circonscription de Mont-Royal avec plus de 76 % des voix. Le gouvernement libéral forme un gouvernement majoritaire et Arcand est promu au Conseil des ministres.
Réélu en décembre 2008, il est nommé ministre des Relations internationales et ministre responsable de la Francophonie jusqu'au 10 août 2010.
À la suite d'un remaniement ministériel le 11 août 2010, M. Arcand est nommé ministre du Développement durable, de l’Environnement et des Parcs, poste qu'il occupe pendant plus de 2 ans. Il fut aussi membre du Comité ministériel de la prospérité économique et du développement durable du 15 janvier 2009 jusqu'à l'élection du 4 septembre 2012.

### Élections 2012
Pierre Arcand annonce en juin 2012 via le réseau social Twitter se représenter aux prochaines élections générales, alors que certains journalistes émettaient des doutes sur sa candidature, bien que celui-ci eut été investi un mois plus tôt. Le 4 septembre 2012, il une fois de plus réélu dans son comté de Mont-Royal avec 66 % des voix et par une majorité écrasante de 13 500 votes. Le député de Mont-Royal est alors nommé porte-parole de l'opposition officielle en matière de commerce extérieur et pour Montréal.

### Élections 2018
Aux élections 2018, Pierre Arcand est réélu dans Mont-Royal–Outremont, nouvelle circonscription formée de la fusion des circonscriptions de Mont-Royal et d'Outremont.
Du 5 octobre 2018 au 11 mai 2020, Pierre Arcand est chef intérimaire du Parti libéral du Québec,.
Arcand expulse du caucus libéral le député Guy Ouellette dès qu'il est élu chef intérimaire du parti.
En octobre 2018, Arcand met aussi en lumière qu'il veut prioriser un éclaircissement de la situation au sujet de la pertinence du Parti libéral en tant qu'opposition officielle face à des tergiversations de Québec solidaire,.
Le 29 décembre 2020, Arcand se retrouve dans l'embarras suivant les révélations de Radio-Canada qu'il se trouve alors à la Barbade pour passer des vacances avec son épouse alors que la pandémie de Covid-19 sévit. Il a en effet décidé d'ignorer les recommandations sanitaires des gouvernements du Canada et de Québec ainsi que la désapprobation exprimée par d'autres élus de son parti, dont la cheffe Dominique Anglade,. Le 4 janvier 2021, il est sanctionné pour cette raison, perdant ses responsabilités de porte-parole de la Métropole et en matière de transports au sein du cabinet fantôme de l'opposition officielle .
Il annonce le 8 mai 2022 qu'il quittera la vie politique à la fin de son mandat l'automne suivant, à l'âge de 70 ans.

## Distinctions et prix
En 2015, il est nommé commandeur de l'Ordre de la Pléiade. 

## Résultats électoraux
|                                                                                               | Nom                     | Parti              | Nombre de voix | %      | Maj.   |
| --------------------------------------------------------------------------------------------- | ----------------------- | ------------------ | -------------- | ------ | ------ |
|                                                                                               | Pierre Arcand (sortant) | Libéral            | 16 026         | 51,3 % | 11 206 |
|                                                                                               | Eve Torres              | Québec solidaire   | 4 820          | 15,4 % | -      |
|                                                                                               | Anne-Marie Gagnon       | Coalition avenir   | 4 218          | 13,5 % | -      |
|                                                                                               | Caroline Labelle        | Parti québécois    | 3 672          | 11,8 % | -      |
|                                                                                               | Vincent J. Carbonneau   | Vert               | 1 344          | 4,3 %  | -      |
|                                                                                               | Rebecca Anne Clark      | NPD Québec         | 548            | 1,8 %  | -      |
|                                                                                               | Yaakov Pollak           | Conservateur       | 509            | 1,6 %  | -      |
|                                                                                               | Normand Fournier        | Marxiste-léniniste | 79             | 0,3 %  | -      |
| Total                                                                                         | Total                   | Total              | 31 216         | 100 %  |        |
| Le taux de participation lors de l'élection était de 55,7 % et 347 bulletins ont été rejetés. |                         |                    |                |        |        |

|                                                                                             | Nom                     | Parti              | Nombre de voix | %      | Maj.   |
| ------------------------------------------------------------------------------------------- | ----------------------- | ------------------ | -------------- | ------ | ------ |
|                                                                                             | Pierre Arcand (sortant) | Libéral            | 23 297         | 80,1 % | 21 277 |
|                                                                                             | Jamilla Leboeuf         | Coalition avenir   | 2 020          | 6,9 %  | -      |
|                                                                                             | Audrey Beauséjour       | Parti québécois    | 1 603          | 5,5 %  | -      |
|                                                                                             | Roy Semak               | Québec solidaire   | 1 440          | 4,9 %  | -      |
|                                                                                             | Darryl L Giraud         | Vert               | 526            | 1,8 %  | -      |
|                                                                                             | Hélène Floch            | Conservateur       | 161            | 0,6 %  | -      |
|                                                                                             | Diane Johnston          | Marxiste-léniniste | 51             | 0,2 %  | -      |
| Total                                                                                       | Total                   | Total              | 29 098         | 100 %  |        |
| Le taux de participation lors de l'élection était de 68 % et 261 bulletins ont été rejetés. |                         |                    |                |        |        |

|                                                                                               | Nom                     | Parti                  | Nombre de voix | %      | Maj.   |
| --------------------------------------------------------------------------------------------- | ----------------------- | ---------------------- | -------------- | ------ | ------ |
|                                                                                               | Pierre Arcand (sortant) | Libéral                | 16 892         | 66,2 % | 13 505 |
|                                                                                               | Stefan Stanczykowski    | Coalition avenir       | 3 387          | 13,3 % | -      |
|                                                                                               | André Normandeau        | Parti québécois        | 2 276          | 8,9 %  | -      |
|                                                                                               | Marc-André Beauchamp    | Québec solidaire       | 1 743          | 6,8 %  | -      |
|                                                                                               | Ken McMurray            | Vert                   | 597            | 2,3 %  | -      |
|                                                                                               | Guillaume Blanchet      | Option nationale       | 363            | 1,4 %  | -      |
|                                                                                               | Amal Bouchentouf        | Coalition constituante | 177            | 0,7 %  | -      |
|                                                                                               | Diane Johnston          | Marxiste-léniniste     | 71             | 0,3 %  | -      |
| Total                                                                                         | Total                   | Total                  | 25 506         | 100 %  |        |
| Le taux de participation lors de l'élection était de 62,2 % et 266 bulletins ont été rejetés. |                         |                        |                |        |        |

|                                                                                               | Nom                     | Parti               | Nombre de voix | %      | Maj.   |
| --------------------------------------------------------------------------------------------- | ----------------------- | ------------------- | -------------- | ------ | ------ |
|                                                                                               | Pierre Arcand (sortant) | Libéral             | 12 234         | 76,3 % | 10 378 |
|                                                                                               | Simon-Robert Chartrand  | Parti québécois     | 1 856          | 11,6 % | -      |
|                                                                                               | Mario Bonenfant         | Vert                | 737            | 4,6 %  | -      |
|                                                                                               | Robbie Mahood           | Québec solidaire    | 577            | 3,6 %  | -      |
|                                                                                               | Caroline Morgan         | Action démocratique | 557            | 3,5 %  | -      |
|                                                                                               | Diane Johnston          | Marxiste-léniniste  | 69             | 0,4 %  | -      |
| Total                                                                                         | Total                   | Total               | 16 030         | 100 %  |        |
| Le taux de participation lors de l'élection était de 38,8 % et 207 bulletins ont été rejetés. |                         |                     |                |        |        |

|                                                                                               | Nom                        | Parti               | Nombre de voix | %      | Maj.   |
| --------------------------------------------------------------------------------------------- | -------------------------- | ------------------- | -------------- | ------ | ------ |
|                                                                                               | Pierre Arcand              | Libéral             | 16 056         | 70,5 % | 13 849 |
|                                                                                               | Zhao Xin Wu                | Parti québécois     | 2 207          | 9,7 %  | -      |
|                                                                                               | Alexandre Tremblay-Michaud | Action démocratique | 1 893          | 8,3 %  | -      |
|                                                                                               | Boris-Antoine Legault      | Vert                | 1 710          | 7,5 %  | -      |
|                                                                                               | Antonio Artuso             | Québec solidaire    | 801            | 3,5 %  | -      |
|                                                                                               | Diane Johnston             | Marxiste-léniniste  | 108            | 0,5 %  | -      |
| Total                                                                                         | Total                      | Total               | 22 775         | 100 %  |        |
| Le taux de participation lors de l'élection était de 54,5 % et 270 bulletins ont été rejetés. |                            |                     |                |        |        |